# Hirson

Hirson este o comună în departamentul Aisne din nordul Franței. În 1 ianuarie 2022 avea o populație de 8.565 de locuitori.